# جوزف آرمسترانگ (بازیکن فوتبال)
جوزف آرمسترانگ (انگلیسی: Joseph Armstrong; ۱۰ اکتبر ۱۸۹۲ – ۱۴ مهٔ ۱۹۶۶) بازیکن فوتبال اهل بریتانیا بود.
از باشگاه‌هایی که در آن بازی کرده‌است می‌توان به باشگاه فوتبال شفیلد ونزدی اشاره کرد.